# Haviland Morris
Haviland Morris (Loch Arbour, 14 settembre 1959) è un'attrice statunitense.

## Biografia
Haviland Morris è nata nel New Jersey e ha trascorso gran parte della sua infanzia a Hong Kong.
Ha acquisito notorietà interpretando il ruolo di Caroline Mulford in Sixteen Candles - Un compleanno da ricordare, Wendy Worthington in Who's That Girl, Marla Bloodstone in Gremlins 2 - La nuova stirpe e Karen Pruitt in Mamma, ho preso il morbillo.
È sposata con Robert Score.

## Filmografia

### Cinema
- Amare con rabbia (Reckless), regia di James Foley (1984)
- Sixteen Candles - Un compleanno da ricordare (Sixteen Candles), regia di John Hughes (1984)
- Who's That Girl, regia di James Foley (1987)
- La chiave del successo (Love or Money), regia di Todd Hallowell (1990)
- Come fare carriera... molto disonestamente (A Shock to the System), regia di Jan Egleson (1990)
- Gremlins 2 - La nuova stirpe (Gremlins 2: The New Batch), regia di Joe Dante (1990)
- Mamma, ho preso il morbillo (Home Alone 3), regia di Raja Gosnell (1997)
- Joshua, regia di George Ratliff (2007)
- Adam, regia di Max Mayer (2009)
- Jack and Diane, regia di Bradley Rust Gray (2012)

### Televisione
- Casa Keaton (Family Ties) – serie TV, 1 episodio (1986)
- Un salto nel buio (Tales from the Darkside) – serie TV, episodio 4x13 (1988)
- American Playhouse – serie TV, 3 episodi (1989-1990)
- Un detective in corsia (Diagnosis: Murder) – serie TV, 1 episodio (1994)
- Cosby – serie TV, 1 episodio (1998)
- Law & Order - I due volti della giustizia (Law & Order) – serie TV, 2 episodi (1998)
- Sex and the City – serie TV, episodio 1x09 (1998)
- Homicide (Homicide: Life on the Street) – serie TV, 1 episodio (1999)
- Law & Order - Unità vittime speciali (Law & Order: Special Victims Unit) – serie TV, 1 episodio (2003)
- Squadra emergenza (Third Watch) – serie TV, 2 episodi (2002-2003)
- Una vita da vivere (One Life to Live) – serie TV, 75 episodi (2001-2003)
- Canterbury's Law – serie TV, 1 episodio (2008)
- One Tree Hill – serie TV, 3 episodi (2008)
- Law & Order: Criminal Intent – serie TV, 2 episodi (2001-2009)
- Army Wives - Conflitti del cuore (Army Wives) – serie TV, 1 episodio (2009)
- Così gira il mondo (As the World Turns) – serie TV, 3 episodi (2010)
- The Good Wife – serie TV, 1 episodio (2012)
- Blue Bloods – serie TV, 1 episodio (2014)
- Quarry - Pagato per uccidere (Quarry) – serie TV (2016)
- Bull – serie TV, episodio 6x15 (2022)

### Doppiaggio
- Max Payne (Max Payne) - videogioco (2001)

## Doppiatrici italiane
Nelle versioni in italiano delle opere in cui ha recitato, Haviland Morris è stata doppiata da:
- Cristina Boraschi in Who's That Girl, Mamma ho preso il morbillo
- Cinzia De Carolis in Blue Bloods, Bull
- Susanna Javicoli in Gremlins 2 - La nuova stirpe
- Francesca Guadagno in Sixteen Candles - Un compleanno da ricordare
- Stefania Patruno in Law & Order: Criminal Intent (ep. 1x06)
- Chiara Colizzi in Law & Order - I due volti della giustizia
- Isabella Pasanisi in Quarry - Pagato per uccidere
- Antonella Giannini in Sex and the City
- Valeria Perilli in Elementary